# 사에키 아리키요
사에키 아리키요(일본어: 佐伯有清, 1925년 3월 2일 ~ 2005년 7월 19일)는 일본의 역사학자이다.
도쿄시 아카사카 구(지금의 미나토구)에서 태어났다. 1952년 나고야 대학 문학부 국사학과를 졸업하고, 1957년 도쿄 대학 대학원 국사학 전공을 수료했다. 1962년 〈신센쇼지로쿠의 기초적 연구(新撰姓氏録の基礎的研究)〉로 나고야 대학에서 문학박사 학위를 취득했다. 1984년 《신센쇼지로쿠의 연구(新撰姓氏録の研究)》로 일본학사원상을 수상하였다.